# Coendou roosmalenorum
Coendou roosmalenorum  (Voss & da Silva, 1888) è un roditore della famiglia degli Eretizontidi, endemico del Brasile.

## Etimologia
L'epiteto specifico trae origine dai nomi di Marc von Roosmalen e suo figlio Tomas, che catturarono l'olotipo della specie il 23 novembre 1996 lungo il Rio Madeira.

## Descrizione

### Dimensioni
Roditore di grandi dimensioni, con lunghezza della testa e del corpo di 290 mm, la lunghezza della coda di 260 mm e la lunghezza del piede di 53 mm.

### Aspetto
La pelliccia dorsale è lunga, soffice, opaca e apparentemente variabile nel colore, tra il bruno-grigiastro chiaro e il marrone scuro. Nasconde quasi completamente gli aculei, lunghi tra 25 e 35 mm, i quali hanno la base giallastra e le punte marroni scure, distribuiti su tutto il dorso, inclusa la testa. Inoltre sono abbondantemente diffuse anche delle lunghe setole filiformi tricolori. Le parti ventrali sono ricoperte densamente di una pelliccia fine soffice, lanosa e brunastra mescolata con peli più ruvidi. Il dorso delle zampe è densamente ricoperto di ruvidi peli marroni scuri o nerastri. La coda è lunga circa quanto la testa ed il corpo, è ricoperta alla base di aculei bicolori e pelliccia lanosa, l'estremità è prensile, priva di peli e ricoperta dorsalmente di callosità. Il resto è uniformemente ricoperto di setole nerastre.

## Biologia

### Comportamento
È una specie arboricola ed attiva di notte, quando scende anche a terra. 

### Alimentazione
Individui in cattività si nutrivano di una varietà di semi e frutta.

## Distribuzione e habitat
Questa specie è conosciuta soltanto in tre località lungo il Rio Madeira, nello stato brasiliano di Amazonas.
Vive nelle foreste.

## Conservazione
La IUCN Red List, considerato che la specie è conosciuta soltanto in tre località ma che probabilmente è più ampiamente distribuita nella parte meridionale dell'Amazzonia, classifica C.roosmalenorum come specie con dati insufficienti (DD).